# 乾宁县 (北宋)
乾宁县，中国古县名，在今河北省沧州市青县。
北宋太平兴国七年（982年），置乾宁军，改永安县为曰乾宁县，为其治所。大观二年（1108年），升乾宁军为清州，乾宁县仍为清州治所。金朝贞元元年（1153年），更名为会川县。